# Fețeni, Alba
Fețeni este o localitate componentă a orașului Cugir din județul Alba, Transilvania, România.